# ウィル・マッカーシイ
ウィル・マッカーシイ（Wil Terence McCarthy、1966年9月16日 - ）は、アメリカ合衆国のSF作家。
ニュージャージー州プリンストン生まれ。コロラド大学で宇宙工学を学び、1988年に卒業した後、ロッキード・マーティン社でタイタンロケットの打ち上げガイダンスシステムに携わった。1994年に Aggressor Six でデビュー。
現在はコロラド州に在住。

## 作品リスト

### The Queendom of Solシリーズ
- コラプシウム - ハヤカワ文庫SF（早川書房、嶋田洋一訳、2006年）

### その他
- アグレッサー・シックス - ハヤカワ文庫SF（早川書房、冬川亘訳、2005年）